# Karl Deppert
Karl Deppert (* 8. Dezember 1897 in Bensheim; † 16. Februar 1988 in Bad König) war ein hessischer Maler, Holzschneider, Linolschneider, Radierer und Lyriker des 20. Jahrhunderts.

## Leben und Werk
Karl Deppert begann als Bühnenmaler eine Ausbildung am Darmstädter Hoftheater bei Kurt Kempin. Nach schwerer Verwundung im Ersten Weltkrieg und 18 Monaten Lazarettaufenthalt konnte er diese Ausbildung nicht fortsetzen. Daraufhin studierte er von 1920 bis 1922 an der Kunstakademie in Karlsruhe als Meisterschüler von Ludwig Thoma. Danach lebte er als Maler und Gewerbelehrer in Darmstadt.
1928 erhielt er als Folge der Dürerjahr-Ausstellung in Nürnberg und aufgrund der guten Kritiken ein Stipendium des Landes Hessen für einen Parisaufenthalt.
In Darmstadt schloss er sich der „Darmstädter Gruppe“ an und war Mitbegründer der „Animalisten“. Nach mehreren Ausstellungen wurde er durch das Dritte Reich künstlerisch isoliert, weil seine Bilder, die die Erlebnisse des Weltkriegs verarbeiteten, als wehrkraftzersetzend galten. Am 10. Juni 1937 beantragte der sozialdemokratisch gesinnte Karl Deppert die Aufnahme in die NSDAP, um weiterhin als Lehrer arbeiten zu können, und wurde rückwirkend zum 1. Mai desselben Jahres aufgenommen (Mitgliedsnummer 5.118.129).
Ein Luftangriff auf Darmstadt im Jahr 1944 zerstörte fast das gesamte bis dahin entstandene Werk. Diesem Angriff widmete er den Zyklus Sterbende Stadt – Darmstädter Totentanz 1944. Mehrere Ausstellungen seiner Gemälde und Grafiken in Darmstadt, Mainz und Hamburg zeigten seine neuen Arbeiten. Im Jahr 1967 erhielt er die Ehrenurkunde für verdiente Bürger und 1972 die Bronzene Verdienstmedaille der Stadt Darmstadt. Heinz Winfried Sabais nannte ihn einen „Augenzeugen, dem es gegeben ist, Zeugnis abzulegen von der so oft geschändeten Ebenbildlichkeit des Menschen“.
Im Jahr 1987 erschien ein Gedichtband mit dem Titel Sang von Liebe und Tod.
Karl Deppert wurde auf dem Alten Friedhof in Darmstadt bestattet (Grabstelle: III H 157).

## Privates
Karl Deppert war mit Elisabeth Deppert, geb. Backhaus (1899–1986) verheiratet. Karl Deppert ist der Vater von Fritz Deppert und der Großvater von Alex Dreppec.